# كوشكك (قهستان)
كوشكك (بالفارسية: کوشکک) هي مستوطنة تقع في إيران في قسم قهستان الريفي. يقدر عدد سكانها بـ 877 نسمة بحسب إحصاء 2016.